# Тропічні країни на зимових Олімпійських іграх
Хоча Зимові Олімпійські ігри традиційно асоціюються з північними націями, у них брали участь і тропічні країни. Типовий клімат цих країн не пов'язаний з участю у зимових видах спорту, і вони ніколи не вигравали медалей. Можливо тому вони завжди були у полі інтересів глядачів під час Ігор.
Першою з країн з теплим кліматом, що брали участь у Зимових Олімпіадах, стала Мексика. Велика частина країни, що розташована на північ від тропіка Рака і розташовується у зоні пустель і напівпустель, тому Мексику не можна назвати виключно тропічною країною. Тим не менш, дебют Мексики відбувся у 1928 році, у Санкт-Моріці. з виступу бобслейної командою з п'яти чоловік, що зайняла одинадцяте місце з двадцяти трьох можливих. Після чого Мексика не брала участі у Зимових Олімпіадах аж до 1984 року.
Першою дійсно тропічною країною на Зимовій Олімпіаді були Філіппіни, що відправили двох гірськолижників на Зимові Олімпійські ігри 1972 року у Саппоро, Японія. Бен Нанаска зайняв сорок друге місце у гігантському слаломі (з 73 учасників), а Хуан Кіпріано навіть не фінішував. У слаломі ж не фінішував жоден.
Коста-Рика стала другою тропічної країною, що взяла участь у Білій Олімпіаді, у 1980 року у Лейк-Плесіді, де вперше виступив Артуро Кінч.
Кінч взяв участь ще у трьох Олімпіадах, включаючи і Олімпіаду у Турині, попри те, що у 2006 році йому було вже було 49 років. Тоді він фінішував 96 на 15-кілометровій дистанції, обігнавши лише Правата Нагваджара з Таїланду.
На іграх 1988 року у Калгарі брала участь велика кількість тропічних країн: Коста-Рика, Фіджі, Гуам, Вірменія, Ямайка, Нідерландські Антильські острови, Філіппіни, Пуерто-Рико, і Американські Віргінські острови.
Збірна Ямайки з бобслею стала улюбленцем публіки на Олімпіаді і про них було знято згодом фільм «Круті віражі».
На XX Олімпіаді у Турині відбувся дебют Ефіопії і Мадагаскара.

## Список тропічних країн, що брали участь в зимових Олімпійських іграх

Карта світу з тропіками, виділеними червоним

У цей список включені країни, що лежать переважно у тропіках і мають в основному тропічний клімат згідно з класифікацією Кеппена
| Країна                           | Роки                  |
| -------------------------------- | --------------------- |
| Африка                           |                       |
| Камерун                          | 2002                  |
| Ефіопія                          | 2006                  |
| Кенія                            | 1998-2006             |
| Мадагаскар                       | 2006                  |
| Сенегал                          | 1984, 1992–1994, 2006 |
|                                  |                       |
| Кариби                           |                       |
| Ямайка                           | 1988-2002             |
| Нідерландські Антильські острови | 1988-1992             |
| Пуерто-Рико                      | 1984-2002             |
| Тринідад і Тобаго                | 1994-2002             |
| Американські Віргінські острови  | 1984-2006             |
| Бермуди                          | 1992-2006             |
|                                  |                       |
| Латинська Америка                |                       |
| Бразилія                         | 1992-2006             |
| Коста-Рика                       | 1980-1992, 2006       |
| Вірменія                         | 1988                  |
| Гондурас                         | 1992                  |
| Венесуела                        | 1998-2006             |
|                                  |                       |
| Океанія                          |                       |
| Американське Самоа               | 1994                  |
| Фіджі                            | 1988, 1994, 2002      |
| Гуам                             | 1988                  |
|                                  |                       |
| Азія                             |                       |
| Тайвань                          | 1972-1976, 1984–2006  |
| Гонконг                          | 2002-2006             |
| Філіппіни                        | 1972, 1988–1992       |
| Таїланд                          | 2002-2006             |

Також на Білих Олімпіадах виступали й інші країни з теплим кліматом, які розташовані здебільшого не в тропіках: Австралія (перша країна Південної півкулі, яка виграла дві золоті медалі на Зимовій Олімпіаді — Стівен Бредбері і Аліса Кемплін у 2002), Індія, Мексика, Нова Зеландія (перша країна Південної півкулі, яка виграла медаль на Зимовій Олімпіаді — Аннеліз Кобергера 1992), ПАР, Свазіленд, Алжир, Єгипет і Марокко.